# Tangerine Dream Live Preston
Tangerine Dream Live Preston november 5th 1980 is een livealbum van Tangerine Dream. Dit album is net als de anderen uit de Bootmoon-serie een bootleg waarvan het geluid is opgepoetst. De geluidskwaliteit is redelijk. Er werden tijdens de tournee die volgde op Thief maar weinig nummers van dat album gespeeld.  Plaats van het concert was The Guild Hall in Preston. Het album verscheen in een oplage van 10.000 stuks.

## Musici
- Edgar Froese, Christopher Franke, Johannes Schmoelling - toetsinstrumenten en elektronica, Froese ook gitaar

## Muziek
| Nr. | Titel             | Duur |
| --- | ----------------- | ---- |
| 1.  | Undulation deel 1 |      |
| 2.  | Objective II      |      |
| 3.  | Calymba City      |      |
| 4.  | Undulation deel 2 |      |
| 5.  | Grange Park       |      |
| 6.  | Force Majeure     |      |
| 7.  | The price         |      |

| Nr. | Titel               | Duur |
| --- | ------------------- | ---- |
| 1.  | Silver scale        |      |
| 2.  | Horns of doom       |      |
| 3.  | Phrase change       |      |
| 4.  | Diamond duster      |      |
| 5.  | Diamond diary       |      |
| 6.  | Chronozon           |      |
| 7.  | The football museum |      |

CD1: Tangerine Dream Live Aachen ·
CD2: Tangerine Dream Live Montreal ·
CD3: Tangerine Dream Live Paris ·
CD4: Tangerine Dream Live Sydney ·
CD5: Tangerine Dream Live Ottawa ·
CD6: Tangerine Dream Live Brighton ·
CD7: Tangerine Dream Live Cleveland ·
CD8: Tangerine Dream Live Detroit ·
CD9: Tangerine Dream Live Preston